# Próle
Próle (deutsch Prohlen) ist ein Ort in der polnischen Woiwodschaft Ermland-Masuren. Er gehört zur Gmina Barczewo (Stadt-und-Land-Gemeinde Wartenburg i. Ostpr.) im Powiat Olsztyński (Kreis Allenstein).

## Geographische Lage
Próle liegt im Westen der Woiwodschaft Ermland-Masuren, 23 Kilometer nordöstlich der Kreis- und Woiwodschaftshauptstadt Olsztyn (deutsch Allenstein).

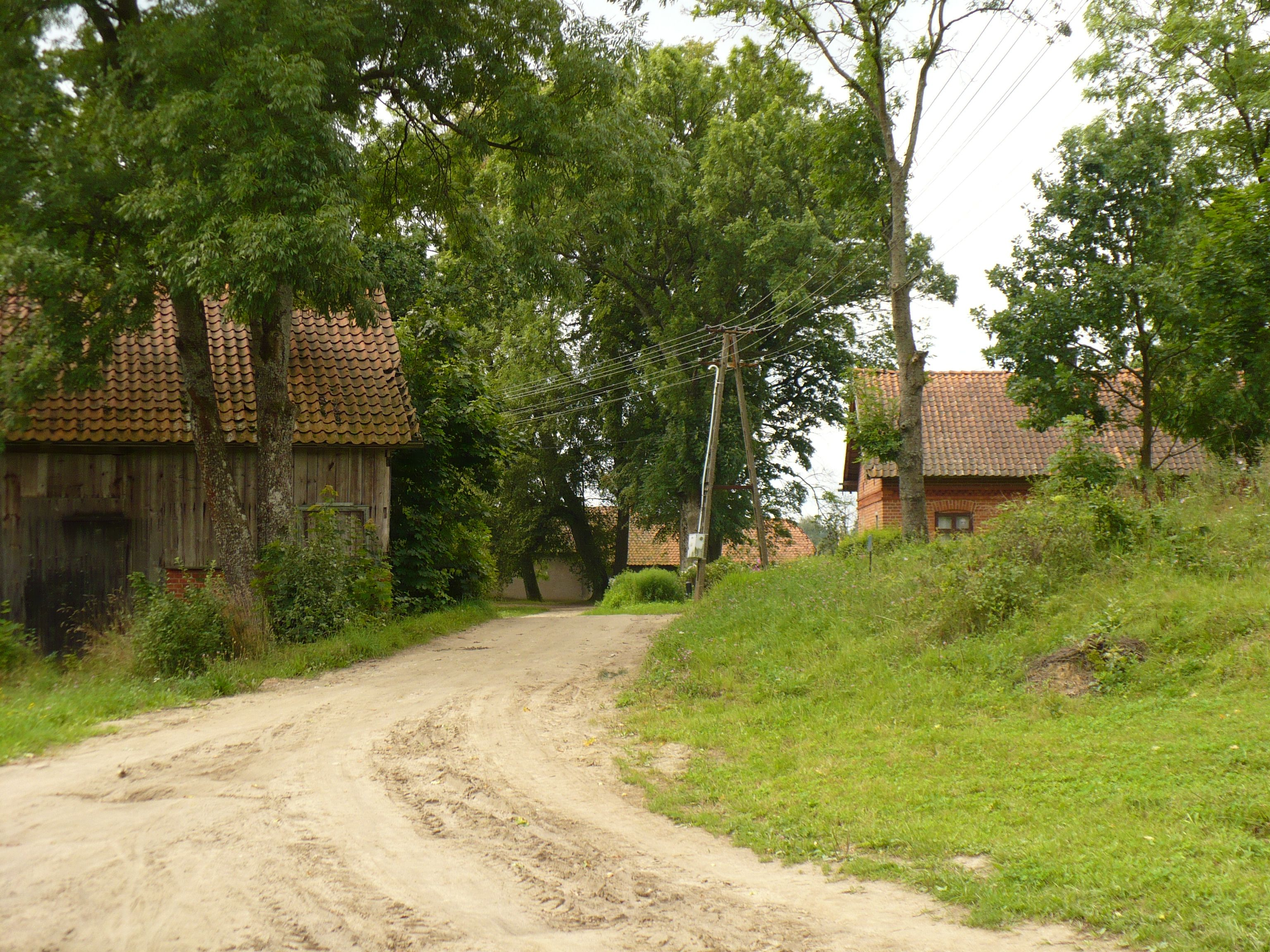
Dorfstraße in Próle

## Geschichte
Um 1372 wurde Prohlen, damals noch Prahlsdorf genannt, gegründet. Am 19. Oktober 1567 erneuerte Kardinal Stanislaus Hosius die Handfeste über Prohlen mit 54 Hufen an die Brüder Alexius, Leonard und Martin Kolakowski mit 14 Freihufen für die Wiederbesetzung nach Kulmer Recht.
1785 wurde Prohlen als im Amt Wartenburg im Kreis Heilsberg gelegen erwähnt. 1874 kam die Landgemeinde Prohlen zum neu errichteten Amtsbezirk Cronau (polnisch Kronowo), der bis 1945 bestand und zum Kreis Allenstein in Ostpreußen gehörte.
235 Einwohner waren im Jahre 1910 in Prohlen registriert. Ihre Zahl belief sich 1933 auf 221 und 1939 auf 224.
Als 1945 in Kriegsfolge das gesamte südliche Ostpreußen an Polen abgetreten wurde, erhielt Prohlen die polnische Namensform „Próle“. Heute ist der Ort in die Stadt-und-Land-Gemeinde Barczewo (Wartenburg i. Ostpr.) im Powiat Olsztyński (Kreis Allenstein) eingegliedert, bis 1975 der Woiwodschaft Olsztyn, seither der Woiwodschaft Ermland-Masuren zugehörig. Im Jahre 2011 zählte Próle 91 Einwohner.

## Kirche

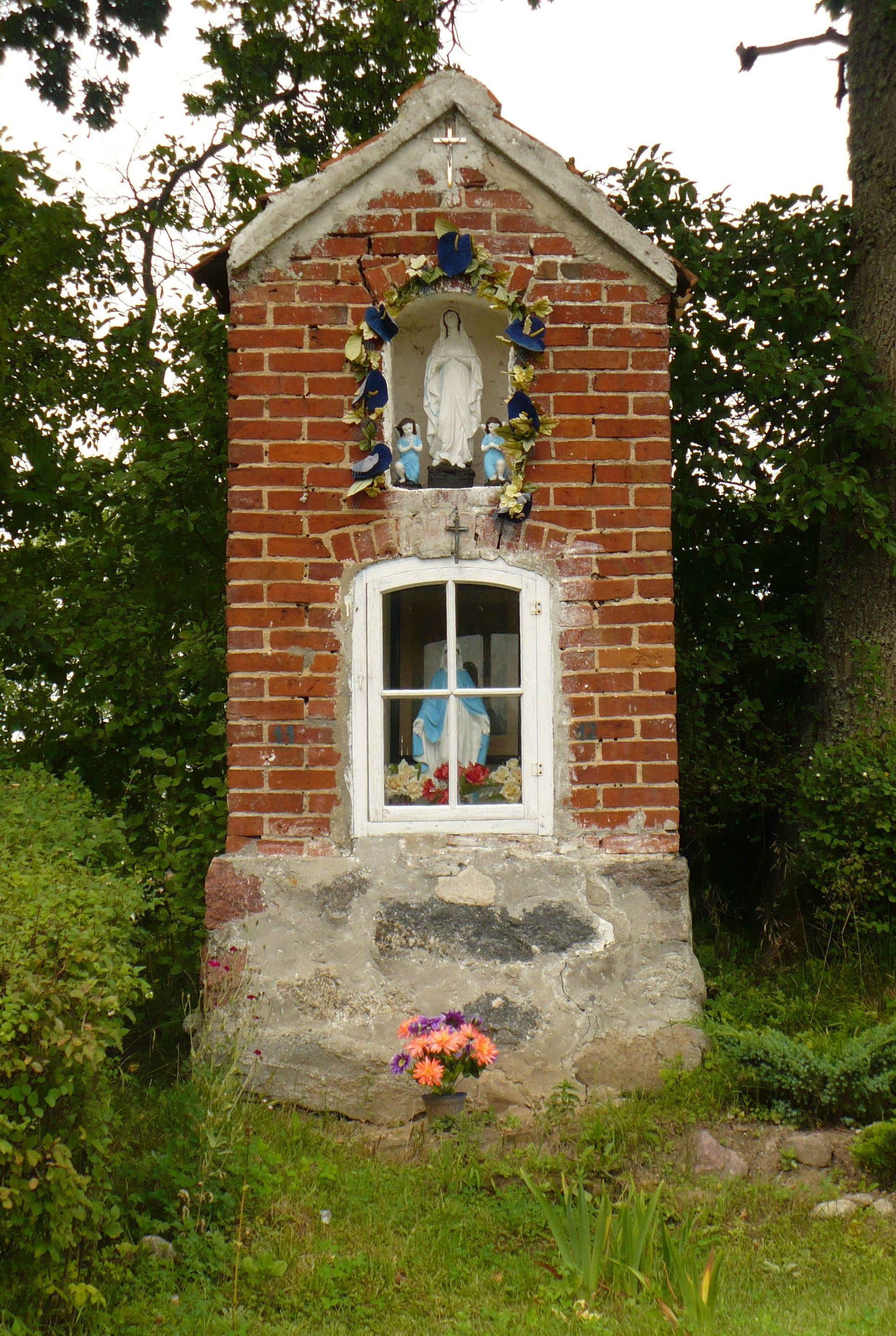
Bildstock in Próle

### Römisch-katholisch
Bis 1945 war Prohlen in die römisch-katholische Kirche Groß Lemkendorf (polnisch Lamkowo) eingepfarrt. Auch Próle gehört nun zur Pfarrei Lamkowo, die dem Dekanat Barczewo im Erzbistum Ermland zugeordnet ist.

### Evangelisch
Evangelischerseits gehörte Prohlen bis 1945 zur Kirche Wartenburg (Ostpreußen) in der Kirchenprovinz Ostpreußen der Kirche der Altpreußischen Union. Próle ist jetzt jedoch teilweise zur Christus-Erlöser-Kirche Olsztyn (Allenstein) bzw. zur Kirche Biskupiec (Bischofsburg) hin orientiert. Beide gehören zur Diözese Masuren der Evangelisch-Augsburgischen Kirche in Polen.

## Verkehr
Próle ist über den Abzweig Stare Włóki (Alt Vierzighuben) einer Nebenstraße von der Woiwodschaftsstraße 595 in Richtung Wipsowo (Wieps) zu erreichen. Vom Nachbarort Kołaki (Kollacken, 1938 bis 1945 Kallacken) führt ebenfalls eine Straße nach Próle.
Eine Anbindung an den Bahnverkehr existiert nicht.